# O noapte la Veneția (operetă)
O noapte la Veneția (titlul original: în germană Eine Nacht in Venedig) este o operetă în trei acte de Johann Strauss (fiul).
Libretul: Camillo Walzel (pseudonim: Friedrich Zell) și Richard Genée.
Premiera: 3 octombrie 1883, "Neues Friedrich-Wilhelmstädtisches Theater" în Berlin.

## Distribuție
- Guido, ducele de Urbino (tenor)
- Bartolomeo Delaqua, senator (bas)
- Barbara Delaqua, soția sa (soprană)
- Barbaruccio, senator (actor, rol parlando)
- Testaccio senator (rol parlando)
- Agricola, soția lui Barbaruccio (alto)
- Constantia, soția lui Testaccio (actriță, rol parlando)
- Annina, sora de lapte a Barbarei (subretă)
- Caramello, bărbierul ducelui (tenor buffo)
- Pappacoda, macaronarul (bariton)
- Ciboletta, bucătăreasa lui Delaqua (alto)
- Enrico Piselli, ofițer de marină (actor, rol parlando)
- un herald (bariton)
- Centurio, un paj (copil sau actriță)
- un paj (actriță, rol parlando)
- Balbi, un valet (parlando)
- Peppino, un copil, (copil sau actriță)
- cavaleri, invitați, muzicanți, servitori, senatori cu soțiile lor, fete, gondolieri, pescari, popor (cor, balet și figuranți)